# Welsh Cup 1884-85
Welsh Cup 1884–85 var den ottende udgave af Welsh Cup. Finalen afviklet den 7. marts 1885 på Racecourse Ground i Wrexham mellem Druids FC og Oswestry White Stars FC endte uafgjort 1-1. Omkampen samme sted den 14. april 1885 endte med 3-1-sejr til Druids FC, som dermed sikrede sig sin fjerde triumf i Welsh Cup, og som samtidig fik revanche for nederlaget til netop Oswestry i finalen året før.

## Resultater

### Første runde
| Dato         | Kamp                                       | Res.  |
| ------------ | ------------------------------------------ | ----- |
|              | Northwich Victoria FC – Crewe Alexandra FC | 3–0   |
|              | Rhyl FC – Bangor FC                        | 1–1   |
|              | Trefonen FC – Newtown AFC                  | 1–2   |
|              | Shrewsbury Castle Blues FC – Ellesmere FC  | 8–1   |
|              | Welshpool FC – Oswestry White Stars FC     | 0–8   |
|              | Wrexham Olympic FC – Druids FC             | 1–1   |
|              | Rhostyllen Victoria FC – Crown FC          | 0–5   |
|              | Chirk AAA FC – Gwersyllt FC                | 11–00 |
| Omkampe      |                                            |       |
|              | Rhyl FC – Bangor FC                        | 1–2   |
|              | Wrexham Olympic FC – Druids FC             | 1–2   |
| Anden omkamp |                                            |       |
|              | Rhyl FC – Bangor FC                        | 1–0   |

### Anden runde
| Dato   | Kamp                                     | Res. |
| ------ | ---------------------------------------- | ---- |
|        | Northwich Victoria FC – Davenham FC      | 4–1  |
|        | Carnarvon Athletic FC – Bangor FC        | 5–2  |
|        | Shrewsbury Castle Blues FC – Newtown AFC | 1–2  |
|        | Rhostyllen Victoria FC – Chirk AAA FC    | 0–4  |
| Omkamp |                                          |      |
|        | Rhostyllen Victoria FC – Chirk AAA FC    | 0–4  |

### Kvartfinaler
| Dato   | Kamp                                  | Res.  |
| ------ | ------------------------------------- | ----- |
|        | Newtown AFC – Oswestry White Stars FC | 1–1   |
|        | Druids FC – Chirk AAA FC              | 2–0   |
| Omkamp |                                       |       |
|        | Newtown AFC – Oswestry White Stars FC | [ 3 ] |

### Semifinaler
| Dato | Kamp                                            | Res. | Spillested                 |
| ---- | ----------------------------------------------- | ---- | -------------------------- |
|      | Druids FC – Carnarwon Athletic FC               | 3–1  | Racecourse Ground, Wrexham |
|      | Oswestry White Stars FC – Northwich Victoria FC | 2–1  | Crewe                      |

### Finale
| Dato   | Kamp                                | Res. | Tilskuere | Spillested                 |
| ------ | ----------------------------------- | ---- | --------- | -------------------------- |
| 7.3.   | Druids FC – Oswestry White Stars FC | 1–1  | 2.000     | Racecourse Ground, Wrexham |
| Omkamp |                                     |      |           |                            |
| 14.4.  | Druids FC – Oswestry White Stars FC | 3–1  | 2.000     | Racecourse Ground, Wrexham |